# Bulgariens kommunistiska parti
Bulgariens kommunistiska parti (bulgariska: Българска комунистическа партия, förkortat БКП/Balgarska komunisticheska partiya, förkortat BKP) var ett kommunistiskt och marxist-leninistiskt parti i Bulgarien som bildades 1903.

## Historia
Mellan åren 1946-1990 det statsbärande partiet i Folkrepubliken Bulgarien. Partiet inträdde i Komintern 1919. Partiet upplöstes i samband med övergången till demokrati i Bulgarien 1990 och ombildades som Bulgariens socialistparti.
1996 bildades Bulgariska kommunistpartiet som landets nya kommunistiska parti.

## Bilder

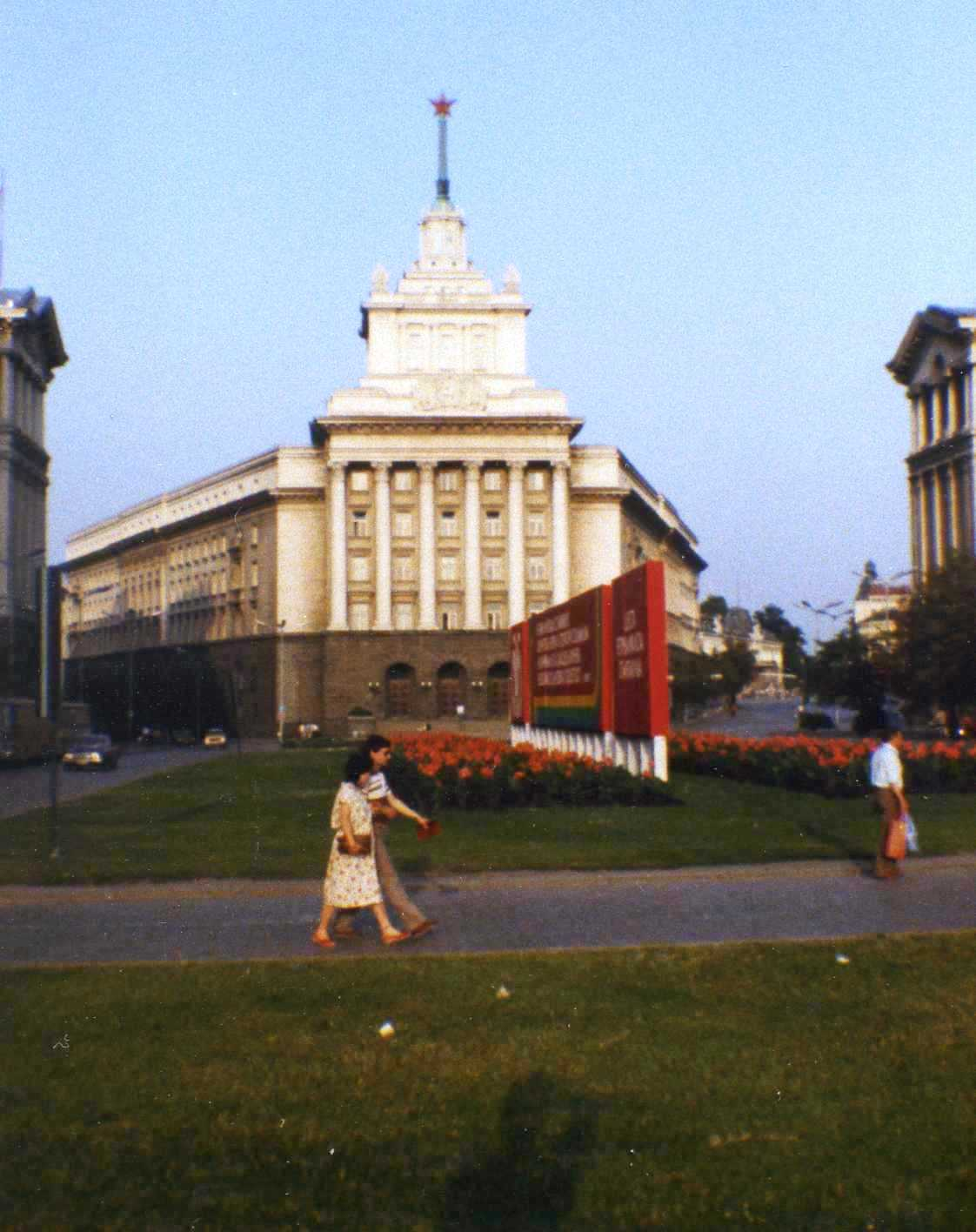
Partiets högkvarter i Sofia 1984

### Fotnoter
1. ↑  Bulgarian Communist Party - från The Great Soviet Encyclopedia (1979). Farlex.